# 59 v. Chr.
Portal Geschichte | Portal Biografien | Aktuelle Ereignisse | Jahreskalender | Tagesartikel

◄ |
2. Jahrhundert v. Chr. |
1. Jahrhundert v. Chr. |
1. Jahrhundert |
►

◄ | 70er v. Chr. | 60er v. Chr. | 50er v. Chr. | 40er v. Chr. |
30er v. Chr. |
►

◄◄ | ◄ | 62 v. Chr. | 61 v. Chr. | 60 v. Chr. | 59 v. Chr. |
58 v. Chr. |
57 v. Chr. |
56 v. Chr. |
► |
►►
Staatsoberhäupter

## Ereignisse
- Gaius Iulius Caesar wird römischer Konsul. Millionen Sesterzen ebnen ihm den Weg ins höchste Staatsamt – doch die aufwendigen Feste und Gladiatorenspiele, Geschenke und Bestechungsgelder machen ihn zeitweilig zum größten Schuldner in Rom.
- Caesar heiratet seine dritte Frau Calpurnia.
- Als Konsul führt Caesar die Acta diurna ein. Das ist ein tägliches Nachrichtenbulletin, also die erste Zeitung.
- Die Ackergesetze des Iulius Caesar werden neben anderen Leges Iuliae erlassen.

## Geboren
- um 59 v. Chr.: Artavasdes II., König von Atropatene († kurz vor 20 v. Chr.)
- um 59 v. Chr.: Titus Livius, römischer Geschichtsschreiber († um 17 n. Chr.)
- um 59 v. Chr.: Ptolemaios XIV., ägyptischer Pharao († 44 v. Chr.)

## Gestorben
- Quintus Caecilius Metellus Celer, römischer Politiker
- Liu He, chinesischer Kaiser der westlichen Han-Dynastie (* 92 v. Chr.)
- Lucius Vettius, römischer Ritter

- 59 oder 58 v. Chr.: Gaius Octavius, römischer Politiker und Vater von Augustus (* um 101 v. Chr.)